# Áyios Dhimítrios (ort i Grekland)
Áyios Dhimítrios (Agios Dimitrios) är en ort i Grekland.   Den ligger i prefekturen Nomós Zakýnthou och regionen Joniska öarna, i den sydvästra delen av landet, 260 km väster om huvudstaden Aten. Áyios Dhimítrios ligger 84 meter över havet och antalet invånare är 531. Den ligger på ön Zakynthos.
Terrängen runt Áyios Dhimítrios är platt åt nordost, men åt sydväst är den kuperad. Havet är nära Áyios Dhimítrios norrut.Runt Áyios Dhimítrios är det ganska tätbefolkat, med 78 invånare per kvadratkilometer. Närmaste större samhälle är Zákynthos, 8,8 km öster om Áyios Dhimítrios. Trakten runt Áyios Dhimítrios består till största delen av jordbruksmark.